# Pockau-Lengefeld
Pockau-Lengefeld is een Duitse stad in Saksen. De stad ligt in het noorden van de Erzgebirgskreis en ontstond op 1 januari 2014 uit de vrijwillige fusie van de gemeente Pockau en de stad Lengefeld. Bestuurszetel van Pockau-Lengefeld is Lengefeld.

## Geografie
De stad Pockau-Lengefeld ligt aan de zogenaamde Silberstraße in het Ertsgebergte. Ortsteile van de stad zijn Forchheim, Görsdorf, Lengefeld, Lippersdorf, Nennigmühle, Pockau, Reifland, Wernsdorf en Wünschendorf.